# Milan Maxim
Generál Ing. Milan Maxim (* 13. dubna 1956, Michalovce, Československo) je slovenský generál a bývalý Náčelník Generálního štábu Ozbrojených sil Slovenské republiky. V minulosti působil na významných vojenských postech v Ozbrojených silách SR, byl velitelem Pozemních sil, náčelníkem štábu logistiky generálního štábu a velitel Sil výcviku a podpory. důstojník z povolání je od roku 1976. Do první generálské hodnosti brigádní generál byl prezidentem Slovenské republiky Rudolfem Schusterem jmenován v roce 2002. Do nejvyšší hodnosti generála (v AČR je ekvivalentem hodnost armádního generála) byl Milan Maxim jmenován 26. listopadu 2015.

## Život a vzdělání
Po absolvování Gymnázia Pavla Horova v Michalovcích Milan Maxim studoval v letech 1975 a 1976 jednoletou důstojnickou školu. V roce 1976 se stal důstojníkem z povolání. Maxim v roce 1980 absolvoval Vysokou vojenskou školu pozemního vojska ve Vyškově a v letech 1987 až 1990 studoval postgraguální studium na Vojenské akademii v Brně. Studoval také na Akademii obrany ozbrojených sil v Paříži. Během své služby absolvoval také jazykové kurzy v Kanadě.

## Začátky vojenské kariéry
Milan Maxim působil jako velitel tankové čety 21. tankového pluku v Holýšově (Plzeňský kraj) a velitel roty, náčelník štábu a velitel tankového praporu 23. tankového pluku v Žatci. V roce 1990 byl převelen k Východnímu vojenskému okruhu. V letech 1990 až 1995 byl velitelem 63. motostřelecká pluku, v letech 1995 až 1996 velitelem 21. mechanizované brigády v Michalovcích av letech 1997 až 1998 zástupcem velitele 2. armádního sboru (později reorganizována na 2. mechanizovanou brigádu).

## Vyšší velitelské funkce
- 2001 – 2002 Velitel Štábu logistiky Generálního štábu[1] V této funkci byl jmenován do své první generálské hodnosti: z hodnosti plukovníka generálního štábu byl prezidentem Rudolfem Schusterem k 5. prosinci 2002 povýšen na brigádního generála.[6]
- 1. červenec 2002 – 2004 Velitel Sil výcviku a podpory SR[8][1]
- 18. prosince 2004 – 31. květen 2009 Velitel Pozemních sil OS SR v Trenčíně[8][1] Během působení generálmajora Maxima byly Pozemní síly součástí několika mezinárodních misí a cvičení. Uskutečněných bylo i několik certifikací.[8] Svou funkci odevzdal Jaroslavu Vývlekovi[8] V této funkci byl také prezidentem Ivanem Gašparovičem k 8. květnu 2005 povýšen z hodnosti brigádního generála do hodnosti generálmajora.[9]

## Diplomatické působení
Od roku 2009 působil jako přidělenec obrany v Praze. V přehledu diplomatů byla k 23. dubnu 2014 funkce přidělence v Česku neobsazená.

## Náčelník Generálního štábu
Koncem dubna 2014 bylo oznámeno, že generálporučík Peter Vojtek ve funkci náčelníka Generálního štábu končí. Důvodem měl být Vojtkův zdravotní stav. Souvislost s kauzou majora generálního štábu podezřelého ze špionáže pro Rusy byla odmítnuta. Novým náčelníkem by se měl stát Maxim. Informace o odvolání Vojteka a Maxima jako jeho nástupce byly zveřejněny již v lednu 2014. Na druhý den však byly dementovány.
Do funkce náčelníka Generálního štábu byl Milan Maxim jmenován prezidentem a hlavním velitelem Ozbrojených sil Ivanem Gašparovičem na základě čl. 102 ods. 1. písm. h/ Ústavy Slovenské republiky 6. května 2014. Téhož dne povýšil prezident Milana Maxima z hodnosti generálmajor do hodnosti generálporučík. Do nejvyšší generálské hodnosti pak byl Milan Maxim povýšen 26. listopadu 2015.